# Posaconazol
Posaconazol ist ein Antimykotikum aus der Gruppe der Triazole. Es hemmt die Ergosterolbiosynthese und ist seit Oktober 2005 unter dem Handelsnamen Noxafil (Essex Pharma) auf dem Markt. Posaconazol gilt derzeit als ein Antimykotikum, das bei schweren, oder Itraconazol- bzw. Amphotericin-B-resistenten Pilzinfektionen, insbesondere bei immungeschwächten Patienten, angewendet werden soll. Es ist ferner zurzeit nur für die Behandlung der Erwachsenen zugelassen.
Bei anderen Patienten, oder unkomplizierten Pilzinfektionen gelten die Azole Itraconazol und Fluconazol weiterhin als Mittel der ersten Wahl.
Lücken in der Wirkung zeigen Scedosporium apiospermum und Sporothrix-Arten.

## Pharmakologie
Posaconazol hemmt die 14α-Demethylase, ein pilzspezifisches Cytochrom-P450-Isoenzym (CYP51A1), das für die Umwandlung von Lanosterol in Ergosterol verantwortlich ist. Ergosterolvorstufen werden in die Membran eingebaut und die Permeabilität für Zellbestandteile erhöht sich.